# Нацистське вітання

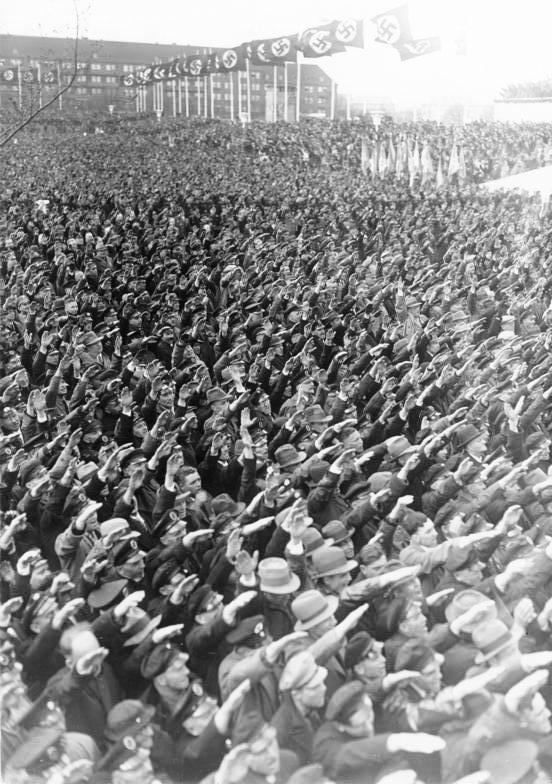
Натовп людей робить нацистське вітання, 1 травня 1935, Берлін

Нацистське вітання або гі́тлерівське віта́ння (нім. Hitlergruß) — вітання у Третьому Рейху, яке складалося з підняття правої руки та вигуку «Хай живе Гітлер!» (нім. Heil Hitler!). Руку підіймали під кутом 45 градусів з розпрямленою долонею: серед вищих чинів — напівзігнутою, рядових і перед старшими за званням — повністю випрямленою. Вигук «Heil Hitler!» («Хай живе Гітлер!», «Слава Гітлеру!») іноді замінювали на просто «Heil!». У разі звернення до самого Адольфа Гітлера його не називали у третій особі, а казали «Heil!» або «Heil, mein Führer!». Це вітання було частиною культу особи Гітлера. Було прийнято у державних установах, НСДАП, СС, але широко використовувалося й неофіційно.
Фразу «Heil Hitler!» («Хайль Гітлер!») широко вживали в письмовому вигляді, зазвичай наприкінці листів (у тому числі особистих, оголошеннях, наказах).
Нацистське вітання часто плутають з американським «салютом Белламі» та римським салютом, через те що останній використовувався у фашистській Італії. Однак при римському вітанні рука іде до вітального жесту від серця, тоді як у нацистському воно йде одразу від землі. У фашистському вітанні поєдналися елементи історичного староримського салюту та урочистий жест християн.
Згідно з римськими ідеологами, підняття руки при вітанні з гаслом «Heil!» було прийнято у стародавніх германців при обранні королів; жест трактували як вітання піднятим списом. Як офіційну назву часто використовували термін «Німецьке вітання». У Стародавньому Римі аналогічний жест використовували клієнти як вітання та побажання здоров'я своєму патрону (існує версія, що спочатку цим жестом вказували на пагорб, на якому розташовувався храм бога здоров'я), пізніше, коли імператор став «патроном усіх римлян» — для вітання імператора.

## Sieg Heil!
Зіґ хайль! (нім. Sieg Heil! — «Хай живе Перемога!» або «Слава Перемозі!») — інше поширене гасло, яке вигукують одночасно з нацистським вітанням (особливо на масових зборах). Як офіційне привітання не використовували. Адольф Гітлер та інші вожді партії найчастіше повторювали ці слова в кінці своїх промов триразово: «Зіґ… хайль! Зіґ… хайль! Зіґ… хайль!» — що видно з фільму «Тріумф волі» та інших документальних джерел.
Гасло запровадив Рудольф Гесс: на одному зі з'їздів НСДАП в Нюрнберзі після промови Гітлера він почав його вигукувати; гасло одразу підхопив багатотисячний натовп, що слухав фюрера.

## У наш час
У наш час в Україні жест заборонено виконувати, згідно з законом №317-VIII Про засудження комуністичного і націонал-соціалістичного (нацистського) тоталітарних режимів в Україні.